# San Juan (Ilocos Sur)
San Juan (Lapog) ist eine Stadtgemeinde in der philippinischen Provinz Ilocos Sur und liegt am Südchinesischen Meer. Im Osten grenzt sie an die zwei Provinzen Ilocos Norte und Abra. Im Jahre 2015 zählte es 26.411 Einwohner. Der Großteil der Menschen lebt in dem hauptsächlich flachen Gebiet vom Reis- und Tabakanbau. Die Gemeinde, die erst am 18. Juni 1961 von Lapog in San Juan umbenannt wurde, besitzt mehrere Strände. Einige davon liegen in der Bucht von Lapog.
San Juan ist in folgende 32 Baranggays aufgeteilt:
| - Asilang - Bacsil - Baliw - Bannuar - Barbar - Cabanglotan - Cacandongan - Camanggaan - Camindoroan - Caronoan - Darao | - Dardarat - Guimod Norte - Guimod Sur - Immayos Norte - Immayos Sur - Labnig - Lapting - Lira - Malamin - Muraya - Nagsabaran | - Nagsupotan - Pandayan - Refaro - Resurreccion - Sabangan - San Isidro - Saoang - Solotsolot - Sunggiam - Surngit |